# Merle Greene Robertson

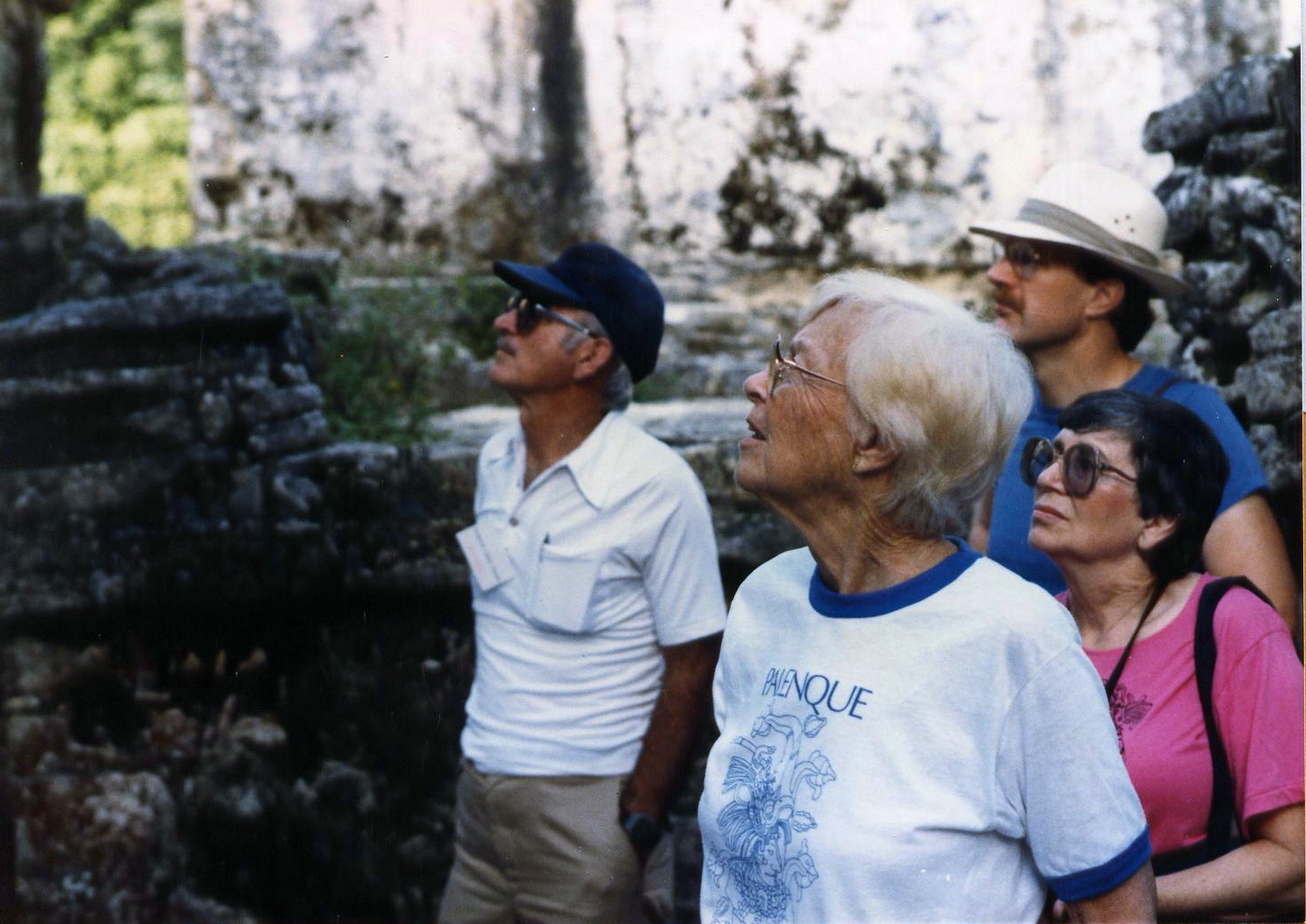
Merle Greene Robertson (vorn) 1986 in Palenque während der „Mesa Redonda“-Konferenz

Merle Greene Robertson (* 30. August 1913 in Miles City, Montana; † 22. April 2011 in San Francisco) war eine US-amerikanische Altamerikanistin und bedeutende Maya-Forscherin.

## Leben
Merle Greene Robertson wurde 1913 in der Kleinstadt Miles City in Montana geboren, zog aber im Alter von acht Jahren mit ihrer Familie nach Great Falls und später nach Seattle. Hier begann sie auch ihr Kunststudium, dass sie in Mexiko am Instituto Allende in San Miguel de Allende fortsetzte und mit einem Master-Abschluss an der Universidad de Guanajuato beendete.
1961 schloss sie sich einem Forschungsprojekt des University of Pennsylvania Museum of Archaeology and Anthropology in Tikal (Guatemala) an, wo sie drei Jahre lang Architektur-Zeichnungen und Abklatsche anfertigte. Während der 1970er Jahre dokumentierte sie die Reliefs von Palenque (Chiapas, Mexiko). In Palenque wirkte sie außerdem entscheidend an der Realisierung mehrerer internationaler Konferenzen (den sogenannten Palenque Round Tables bzw. Mesas Redondas de Palenque) mit, die große Fortschritte bei der Entzifferung der Maya-Schrift brachten.
1982 gründete Robertson das Pre-Columbian Art Research Institute (PARI), eine gemeinnützige Organisation zur Unterstützung von Forschungsprojekten zur mesoamerikanischen Kunst, Ikonographie und Epigraphik. 2004 wurde ihr vom Museo Popol Vuh in Guatemala-Stadt der Orden del Pop für ihre jahrzehntelangen Verdienste zur Dokumentation und zum Schutz des kulturellen Erbes der Maya verliehen. 2006 erschien ihre Autobiografie Never in Fear.
Während ihrer wissenschaftlichen Tätigkeit fertigte sie über 2000 Abklatsche an, die heute eine wichtige Quelle der Maya-Forschung darstellen, da die originalen Reliefs mittlerweile zum Teil erodiert sind oder von Plünderern zerstört wurden.

## Schriften
- The Sculpture of Palenque
  - Band 1: The Temple of the Inscriptions (1983)
  - Band 2:   The early buildings of the Palace and the wall paintings (1985)
  - Band 3: The late buildings of the Palace (1985)
  - Band 4: The Cross Group, the North Group, the Olvidado, and other pieces (1991)
- Never in Fear (2006)

Herausgeberin
- Primera Mesa Redonda de Palenque, Part I (First Palenque Round Table, Part I) (1974)
- Primera Mesa Redonda de Palenque, Part II (First Palenque Round Table, Part II) (1974)
- The art, iconography & dynastic history of Palenque. Proceedings of the Segunda Mesa Redonda de Palenque (1976)
- Tercera Mesa Redonda de Palenque (Third Palenque Round Table) (1979), mit Donnan Call Jeffers
- Third Palenque Round Table, 1978, Part II (1980)